# Liste des publications de Pif poche spécial jeux hors série
Cet article présente la liste des publications du magazine Pif poche spécial jeux hors série.
| n°/page      | série                              | Titre                                                                | texte                    | dessin    | couleur/N&B | réédition   |
| ------------ | ---------------------------------- | -------------------------------------------------------------------- | ------------------------ | --------- | ----------- | ----------- |
| HS00/010     | Monsieur Magie                     | Sans titre - La pièce pleine d'eau                                   | Gil Das et Geo Mousseron | Jacques   | N&B         | ?           |
| HS00/056     | Monsieur Magie                     | Sans titre - L'élastique qui change de doigts                        | Gil Das et Geo Mousseron | Jacques   | N&B         | ?           |
| HS00/085     | Monsieur Magie                     | Sans titre - L'as de cœur qui devient un trois de cœur               | Gil Das et Geo Mousseron | Jacques   | N&B         | ?           |
| HS00/092     | Monsieur Magie                     | Sans titre - L'addition magique 1                                    | Gil Das et Geo Mousseron | Jacques   | N&B         | ?           |
| HS01/020-021 | Magie                              | La carte à la carte                                                  | ?                        | Jac L,    | N&B         | ?           |
| HS01/076-077 | Magie                              | Du gris et du bleu                                                   | ?                        | Jac L,    | N&B         | ?           |
| HS02/011     | Une enquête de Ludo - énigme       | Le voleur                                                            | Crespi                   | Moallic   | N&B         | PG257       |
| HS02/016     | Monsieur Magie                     | Sans titre - La carte postale autour de la tête                      | Gil Das et Geo Mousseron | Jacques   | N&B         | ?           |
| HS02/019     | Jean Richard enquête               | un soir en rentrant d'un tournage                                    | Roger Dal                | Cabrol    | N&B         | ?           |
| HS02/021     | Une enquête de Ludo - énigme       | Un alibi en panne                                                    | Crespi                   | Moallic   | N&B         | PG259       |
| HS02/026     | Monsieur Magie                     | Sans titre - Le ruban de papier coupé en deux qui reste entier       | Gil Das et Geo Mousseron | Jacques   | N&B         | ?           |
| HS02/031     | Une enquête de Ludo - Loufo-énigme | Une tournée fatigante                                                | Crespi                   | Moallic   | N&B         | PG249       |
| HS02/039     | Jean Richard enquête               | Le carnaval de Rio bat son plein                                     | Roger Dal                | Cabrol    | N&B         | ?           |
| HS02/041     | Une enquête de Ludo - énigme       | Accident de la route                                                 | Crespi                   | Moallic   | N&B         | PG261       |
| HS02/046     | Monsieur Magie                     | Sans titre - Les deux personnes attachées avec deux ficelles         | Gil Das et Geo Mousseron | Jacques   | N&B         | ?           |
| HS02/049     | Roger Pierre enquête               | Roger Pierre participe au rallye des anciens                         | Roger Dal                | Cabrol    | N&B         | ?           |
| HS02/051     | Une enquête de Ludo - énigme       | En toute sécurité                                                    | Crespi                   | Moallic   | N&B         | PG262       |
| HS02/055     | Monsieur Magie                     | Sans titre - La ficelle coupée qui ressort en un seul morceau        | Gil Das et Geo Mousseron | Jacques   | N&B         | ?           |
| HS02/059     | Une enquête de Ludo - énigme       | Des traces sur le sol                                                | Crespi                   | Moallic   | N&B         | PG263       |
| HS02/067     | Jean Richard enquête               | Jean Richard est à Washington pour affaire                           | Roger Dal                | Cabrol    | N&B         | ?           |
| HS02/069     | Une enquête de Ludo - énigme       | Un curieux voyageur                                                  | Crespi                   | Moallic   | N&B         | PG264       |
| HS02/077-081 | Une enquête de Ludo - énigme       | Vol au Splendid Hotel                                                | Crespi                   | Moallic   | N&B         | PG265       |
| HS02/089     | Une enquête de Ludo - énigme       | Une sacrée coquine                                                   | Crespi                   | Moallic   | N&B         | PG266       |
| HS02/096     | Jean Richard enquête               | Jean Richard est en Afrique                                          | Roger Dal                | Cabrol    | N&B         | ?           |
| HS02/097     | Une enquête de Ludo - énigme       | Dans le noir                                                         | Crespi                   | Moallic   | N&B         | PG269       |
| HS03/007     | Monsieur Magie                     | Sans titre - Le livre fermé dont on connait la page et le texte      | Gil Das et Geo Mousseron | Jacques   | N&B         | ?           |
| HS03/010     | Une enquête de Ludo - énigme       | Un Tour à la mer                                                     | Crespi                   | Moallic   | N&B         | PG271       |
| HS03/017     | Une enquête de Ludo - énigme       | Vrai ou faux                                                         | Crespi                   | Moallic   | N&B         | PG272       |
| HS03/023     | Monsieur Magie                     | Sans titre - L'allumette cassée qui ne l'est pas en fait             | Gil Das et Geo Mousseron | Jacques   | N&B         | ?           |
| HS03/025     | Une enquête de Ludo - énigme       | Illégitime défense                                                   | Crespi                   | Moallic   | N&B         | PG273       |
| HS03/029     | Une enquête de Ludo - énigme       | D'où vient Gaston                                                    | Crespi                   | Moallic   | N&B         | PG274       |
| HS03/034     | Monsieur Magie                     | Sans titre - Le paquet de cartes connu d'avance                      | Gil Das et Geo Mousseron | Jacques   | N&B         | ?           |
| HS03/036     | Une enquête de Ludo - énigme       | Un diamant perdu                                                     | Crespi                   | Moallic   | N&B         | PG275       |
| HS03/042     | Une enquête de Ludo - énigme       | Un témoin rapide                                                     | Crespi                   | Moallic   | N&B         | PG276       |
| HS03/048     | Une enquête de Ludo - énigme       | Le magot disparait                                                   | Crespi                   | Moallic   | N&B         | PG277       |
| HS03/053     | Monsieur Magie                     | Sans titre - La pièce qui disparaît de la main                       | Gil Das et Geo Mousseron | Jacques   | N&B         | ?           |
| HS03/055     | Une enquête de Ludo - énigme       | Une partie de campagne                                               | Crespi                   | Moallic   | N&B         | PG278       |
| HS03/062     | Une enquête de Ludo - énigme       | Un testament contesté                                                | Crespi                   | Moallic   | N&B         | PG281       |
| HS03/068     | Une enquête de Ludo - énigme       | Un travailleur du dimanche                                           | Crespi                   | Moallic   | N&B         | PG283       |
| HS03/072     | Monsieur Magie                     | Sans titre - La pièce parmi les autres                               | Gil Das et Geo Mousseron | Jacques   | N&B         | ?           |
| HS03/077     | Une enquête de Ludo - énigme       | Hold-up en campagne                                                  | Crespi                   | Moallic   | N&B         | PG284       |
| HS03/084     | Une enquête de Ludo - énigme       | Concurrence                                                          | Crespi                   | Moallic   | N&B         | PG285       |
| HS03/089     | Monsieur Magie                     | Sans titre - L'addition magique 2                                    | Gil Das et Geo Mousseron | Jacques   | N&B         | ?           |
| HS03/092     | Une enquête de Ludo - énigme       | Un curieux auto-stoppeur                                             | Crespi                   | Moallic   | N&B         | PG286       |
| HS03/096     | Monsieur Magie                     | Sans titre - La corde attachée à l'anneau                            | Gil Das et Geo Mousseron | Jacques   | N&B         | ?           |
| HS03/097     | Une enquête de Ludo - énigme       | Un receleur organisé                                                 | Crespi                   | Moallic   | N&B         | PG287       |
| HS05/010     | Magie                              | La baguette du magicien                                              | ?                        | Gring     | N&B         | ?           |
| HS05/012     | Une enquête de Ludo - énigme       | Maman, les p'tits bateaux                                            | Crespi                   | Moallic   | N&B         | PG200       |
| HS05/016-017 | Une enquête de Ludo - énigme       | Trafic d'héroïne à la frontière                                      | Moallic                  | Moallic   | N&B         | PG187       |
| HS05/019     | Magie                              | Les deux personnes attachées avec deux ficelles                      | ?                        | Gring     | N&B         | ?           |
| HS05/020     | Une enquête de Ludo - énigme       | Le trafiquant                                                        | Crespi                   | Moallic   | N&B         | PG198       |
| HS05/022     | Une enquête de Ludo - énigme       | Un mauvais payeur                                                    | Moallic                  | Moallic   | N&B         | PG198       |
| HS05/026     | Une enquête de Ludo - énigme       | Le p'tit bricolo                                                     | Moallic                  | Moallic   | N&B         | PG197       |
| HS05/036     | Une enquête de Ludo - énigme       | Histoire de roues                                                    | Crespi ?                 | Moallic   | N&B         | PG196       |
| HS05/044     | Une enquête de Ludo - énigme       | Une fièvre de cheval                                                 | Moallic                  | Moallic   | N&B         | PG195       |
| HS05/048     | Une enquête de Ludo - énigme       | Arthur le noctambule                                                 | Moallic                  | Moallic   | N&B         | PG193       |
| HS05/050     | Une enquête de Ludo - énigme       | Un filou dans les coulisses                                          | Moallic                  | Moallic   | N&B         | PG193       |
| HS05/054     | Une enquête de Ludo - énigme       | Attention au départ                                                  | Moallic                  | Moallic   | N&B         | PG195       |
| HS05/060     | Une enquête de Ludo - énigme       | Chasse au canard                                                     | Moallic                  | Moallic   | N&B         | PG192       |
| HS05/063     | énigme                             | Le voleur a le foie malade                                           | ?                        | -         | -           | ?           |
| HS05/063     | énigme                             | Pauvre Medor !                                                       | ?                        | -         | -           | ?           |
| HS05/063     | énigme                             | Un problème de taille                                                | ?                        | -         | -           | ?           |
| HS05/063     | énigme                             | Le fou du roi                                                        | ?                        | -         | -           | ?           |
| HS05/064     | Magie                              | Un looping magique                                                   | ?                        | ?         | N&B         | ?           |
| HS05/066     | Une enquête de Ludo - énigme       | Top secret                                                           | Crespi                   | Moallic   | N&B         | PG191       |
| HS05/074     | Une enquête de Ludo - énigme       | Les chocolats                                                        | ?                        | Moallic   | N&B         | PG190       |
| HS05/079     | énigme                             | Le bassin du vizir                                                   | ?                        | -         | -           | ?           |
| HS05/086     | Une enquête de Ludo - énigme       | Un vol matinal                                                       | Moallic                  | Moallic   | N&B         | PG189       |
| HS05/090     | Une enquête de Ludo - énigme       | Délit de fuite                                                       | ?                        | Moallic   | N&B         | PG189       |
| HS05/094     | Une enquête de Ludo - énigme       | Un petit malin                                                       | Crespi                   | Moallic   | N&B         | PG231       |
| HS05/096     | Une enquête de Ludo - énigme       | Diamant à gogo                                                       | Crespi                   | Moallic   | N&B         | PG188       |
| HS06/008     | Une enquête de Ludo - énigme       | Ludovic à la campagne                                                | Moallic                  | Moallic   | N&B         | PG185       |
| HS06/010     | Une enquête de Ludo - énigme       | La voiture empruntée                                                 | ?                        | Moallic   | N&B         | PG186       |
| HS06/014     | Une enquête de Ludo - énigme       | Vol de fourrures                                                     | Moallic                  | Moallic   | N&B         | PG186       |
| HS06/016     | Une enquête de Ludo - énigme       | Quel coup d'œil                                                      | Moallic                  | Moallic   | N&B         | PG185       |
| HS06/022     | Une enquête de Ludo - énigme       | Attention ! Ça pique                                                 | Crespi                   | Moallic   | N&B         | PG184       |
| HS06/024     | Une enquête de Ludo - énigme       | Le garde-chasse                                                      | Crespi                   | Moallic   | N&B         | PG184       |
| HS06/026-027 | Une enquête de Ludo - énigme       | Du travail d'amateur                                                 | Crespi                   | Moallic   | N&B         | PG183       |
| HS06/029     | Spécial magie                      | L'anneau qui rentre dans la corde attachée aux mains                 | Geo Mousseron            | Gros Léon | N&B         | ?           |
| HS06/030     | Spécial magie                      | La pièce identifiée parmi plusieurs                                  | Geo Mousseron            | Gros Léon | N&B         | ?           |
| HS06/031     | Spécial magie                      | L'œuf écrasé dans le foulard qui ressort indemne                     | Geo Mousseron            | Gros Léon | N&B         | ?           |
| HS06/034     | Une enquête de Ludo - énigme       | L'aimable monsieur Durand                                            | Moallic                  | Moallic   | N&B         | PG182       |
| HS06/036     | Une enquête de Ludo - énigme       | Quelle ressemblance !                                                | Moallic                  | Moallic   | N&B         | PG182       |
| HS06/038     | Magie                              | La feuille pliée qui ressort déchirée                                | Geo Mousseron            | Gros Léon | N&B         | ?           |
| HS06/040     | Une enquête de Ludo - énigme       | Un record douteux                                                    | Crespi                   | Moallic   | N&B         | PG181       |
| HS06/042     | Une enquête de Ludo - énigme       | Bagarre au premier                                                   | Moallic                  | Moallic   | N&B         | PG181       |
| HS06/049     | Magie                              | Rouge et noir ?                                                      | Geo Mousseron            | Gros Léon | N&B         | ?           |
| HS06/050-051 | Une enquête de Ludo - énigme       | Que de vols                                                          | Moallic                  | Moallic   | N&B         | PG180       |
| HS06/056-057 | Une enquête de Ludo - énigme       | Hôtel du bougnat                                                     | Crespi                   | Moallic   | N&B         | PG179       |
| HS06/064     | Une enquête de Ludo - énigme       | Parlons d'or                                                         | Crespi                   | Moallic   | N&B         | PG178       |
| HS06/066     | Une enquête de Ludo - énigme       | Un alibi douteux                                                     | Crespi                   | Moallic   | N&B         | PG178       |
| HS06/070     | Une enquête de Ludo - énigme       | Si ce n'est toi, c'est donc ton frère                                | Crespi                   | Moallic   | N&B         | PG177       |
| HS06/074     | Une enquête de Ludo - énigme       | Un voleur silencieux                                                 | Crespi                   | Moallic   | N&B         | PG177       |
| HS06/076     | Une enquête de Ludo - énigme       | Une visite pour césar                                                | Moallic                  | Moallic   | N&B         | PG176       |
| HS06/078     | Magie                              | Divination                                                           | ?                        | Gring     | N&B         | ?           |
| HS06/080     | Une enquête de Ludo - énigme       | Drôle de suicide                                                     | Crespi                   | Moallic   | N&B         | PF176       |
| HS06/084     | Une enquête de Ludo - énigme       | Un surveillant à surveiller                                          | Crespi                   | Moallic   | N&B         | PG174       |
| HS06/086-087 | Magie                              | La ficelle mystérieuse                                               | ?                        | Gring     | N&B         | ?           |
| HS06/090     | Une enquête de Ludo - énigme       | Trafic a gogo                                                        | De Neubourg              | Moallic   | N&B         | PG173       |
| HS06/092     | Une enquête de Ludo - énigme       | Voyage aux îles                                                      | Crespi                   | Moallic   | N&B         | PG172       |
| HS06/094     | Une enquête de Ludo - énigme       | Le traître                                                           | Crespi                   | Moallic   | N&B         | PG199       |
| HS06/096     | Une enquête de Ludo - énigme       | L'affaire Duputois                                                   | Crespi                   | Moallic   | N&B         | PG199       |
| HS07/010     | Une enquête de Ludo - énigme       | Des médicaments s’envolent                                           | Crespi                   | Moallic   | N&B         | PG171       |
| HS07/012     | Une enquête de Ludo - énigme       | Un week-end douteux                                                  | Crespi                   | Moallic   | N&B         | PG171       |
| HS07/014     | Une enquête de Ludo - énigme       | Le voleur de tableaux                                                | Crespi                   | Moallic   | N&B         | PG170       |
| HS07/016     | Une enquête de Ludo - énigme       | Un homme trop seul                                                   | Crespi                   | Moallic   | N&B         | PG170       |
| HS07/020-021 | Une enquête de Ludo - énigme       | Pour l'amour de Civa                                                 | Moallic                  | Moallic   | N&B         | PG169       |
| HS07/026     | Une enquête de Ludo - énigme       | Fric-Frac                                                            | Crespi                   | Moallic   | N&B         | PG168       |
| HS07/032-033 | Une enquête de Ludo - énigme       | Le rat d'hôtel                                                       | Moallic                  | Moallic   | N&B         | PG167       |
| HS07/034     | Magie                              | Le grand mage Ramagador                                              | ?                        | Gring     | N&B         | ?           |
| HS07/038     | Une enquête de Ludo - énigme       | Papillon… vole !                                                     | Crespi                   | Moallic   | N&B         | PG166       |
| HS07/042     | Une enquête de Ludo - énigme       | On ne peut pas penser à tout                                         | Crespi                   | Moallic   | N&B         | PG165       |
| HS07/044     | Une enquête de Ludo - énigme       | Une partie de billard providentielle                                 | Moallic                  | Moallic   | N&B         | PG165       |
| HS07/050     | Une enquête de Ludo - énigme       | Alibi bidon                                                          | Crespi                   | Moallic   | N&B         | PG164       |
| HS07/056     | Une enquête de Ludo - énigme       | Le vélo-club de Cucugnan                                             | Moallic                  | Moallic   | N&B         | PG163       |
| HS07/060     | Une enquête de Ludo - énigme       | Vol à la tire                                                        | Crespi                   | Moallic   | N&B         | PG129       |
| HS07/064     | Une enquête de Ludo - énigme       | Règlement de comptes                                                 | De Neubourg              | Moallic   | N&B         | PG162       |
| HS07/068     | Une enquête de Ludo - énigme       | Échec à Marie-Juana                                                  | Crespi                   | Moallic   | N&B         | PG162       |
| HS07/072     | Une enquête de Ludo - énigme       | Trahison                                                             | Crespi                   | Moallic   | N&B         | PG161       |
| HS07/080-081 | Une enquête de Ludo - autre        | Philémon et Baucis import-export                                     | Moallic ?                | Moallic   | N&B         | PG160       |
| HS07/084     | Un petit tour de magie             | La carte mélangée dans le paquet qui ressort                         | Geo Mousseron            | Gring     | N&B         | ?           |
| HS07/090-091 | Une enquête de Ludo - énigme       | Dubi, Dubout, Dubanc                                                 | Moallic                  | Moallic   | N&B         | PG159       |
| HS07/097     | Une enquête de Ludo - énigme       | Au-dessus de tout soupçon                                            | Crespi                   | Moallic   | N&B         | PG157       |
| HS08/006     | Monsieur Magie                     | Sans titre - Les dés collés                                          | Gil Das et Geo Mousseron | Jacques   | N&B         | ?           |
| HS08/009     | Jean Richard enquête               | Jean Richard chez mille compty                                       | Roger Dal                | Cabrol    | N&B         | ?           |
| HS08/010     | Une enquête de Ludo                | Vol de jour                                                          | Crespi ?                 | Moallic   | N&B         | PG288       |
| HS08/015     | Une enquête de Ludo - énigme       | Banlieue est                                                         | Moallic                  | Moallic   | N&B         | PG213       |
| HS08/017     | Une enquête de Ludo - énigme       | Le convoyeur indélicat                                               | Crespi                   | Moallic   | N&B         | PG214       |
| HS08/027     | Une enquête de Ludo - énigme       | Le chauffard                                                         | Moallic                  | Moallic   | N&B         | PG215       |
| HS08/030     | Une enquête de Ludo                | Saucisses fantômes                                                   | De Neubourg ?            | Moallic   | N&B         | PG158       |
| HS08/034     | Une enquête de Ludo                | On cherche un évadé                                                  | Crespi ?                 | Moallic   | N&B         | PG156       |
| HS08/038     | Une enquête de Ludo                | Accident, suicide ou crime                                           | Moallic ?                | Moallic   | N&B         | PG156       |
| HS08/042     | Une enquête de Ludo - énigme       | Cherchez l'espion                                                    | Crespi                   | Moallic   | N&B         | PG155       |
| HS08/045     | Une enquête de Ludo - énigme       | Situation sans issue                                                 | Crespi                   | Moallic   | N&B         | PG155       |
| HS08/052-053 | Une enquête de Ludo                | Sous les ponts                                                       | Moallic ?                | Moallic   | N&B         | PG154       |
| HS08/054     | Spécial énigme                     | L'héritage                                                           | ?                        | Gring     | N&B         | ?           |
| HS08/054     | Spécial énigme                     | Le vol dans la roulotte                                              | ?                        | Gring     | N&B         | ?           |
| HS08/056     | Une enquête de Ludo                | La bonne combine                                                     | Crespi ?                 | Moallic   | N&B         | PG153       |
| HS08/064-065 | Une enquête de Ludo                | 4 hommes en colère                                                   | Crespi ?                 | Moallic   | N&B         | PG151       |
| HS08/072     | Une enquête de Ludo                | Un vrai massacre !                                                   | Crespi ?                 | Moallic   | N&B         | PG150       |
| HS08/076     | Une enquête de Ludo - énigme       | La bagarre                                                           | Crespi                   | Moallic   | N&B         | PG150       |
| HS08/084     | Une enquête de Ludo - énigme       | Agression nocturne                                                   | Crespi                   | Moallic   | N&B         | PG149       |
| HS08/090     | Une enquête de Ludo                | Émotions fortes                                                      | De Neubourg ?            | Moallic   | N&B         | PG152       |
| HS08/094     | Une enquête de Ludo                | Une note salée                                                       | De Neubourg ?            | Moallic   | N&B         | PG152       |
| 10/07        | Jean Richard enquête               | Le cirque de Jean Richard est en déplacement                         | Roger Dal                | Cabrol    | N&B         | ?           |
| 10/09        | Une enquête de Ludo - énigme       | Un tour à la mer                                                     | Crespi                   | Moallic   | N&B         | PG271       |
| 10/10        | Monsieur Magie                     | Sans titre - Le livre fermé dont on connait la page et le texte      | Gil Das et Geo Mousseron | Jacques   | N&B         | ?           |
| 10/13        | Jean Richard enquête               | Jean Richard en grande discussion avec le rédacteur en chef          | Roger Dal                | Cabrol    | N&B         | ?           |
| 10/15        | Une enquête de Ludo - Énigme       | Sans titre - au village de Boury l'assureur Baratin agressé          | Crespi                   | Moallic   | N&B         | ?           |
| 10/20        | Jean Richard enquête               | Jean Richard accompagne ses neveux à la cinémathèque                 | Roger Dal                | Cabrol    | N&B         | ?           |
| 10/23        | Une enquête de Ludo - Énigme       | Vrai ou faux ?                                                       | Crespi                   | Moallic   | N&B         | PG272       |
| 10/27        | Jean Richard enquête               | Jean Richard emmène ses neveux à la fête foraine                     | Roger Dal                | Cabrol    | N&B         | ?           |
| 10/28        | Une enquête de Ludo - Énigme       | Illégitime défense                                                   | Crespi                   | Moallic   | N&B         | PG273       |
| 10/31        | Jean Richard enquête               | Jean Richard passe la soirée chez des amis                           | Roger Dal                | Cabrol    | N&B         | ?           |
| 10/33        | Une enquête de Ludo - Énigme       | D'où vient Gaston                                                    | Crespi                   | Moallic   | N&B         | PG274       |
| 10/34        | Monsieur Magie                     | Sans titre - Le crayon de couleur dont on devine la couleur          | Gil Das et Geo Mousseron | Jacques   | N&B         | ?           |
| 10/37        | Jean Richard enquête               | Jean Richard se promène à Montmartre                                 | Roger Dal                | Cabrol    | N&B         | ?           |
| 10/40        | Une enquête de Ludo - Énigme       | Un diamant perdu                                                     | Crespi                   | Moallic   | N&B         | PG275       |
| 10/44        | Jean Richard enquête               | Jean Richard assiste à un match amical                               | Roger Dal                | Cabrol    | N&B         | ?           |
| 10/47        | Une enquête de Ludo - Énigme       | Un témoin rapide                                                     | Crespi                   | Moallic   | N&B         | PG276       |
| 10/51        | Jean Richard enquête               | Jean Richard est aux États-Unis                                      | Roger Dal                | Cabrol    | N&B         | ?           |
| 10/53        | Une enquête de Ludo - Énigme       | Le magot disparaît                                                   | Crespi                   | Moallic   | N&B         | PG277       |
| 10/59        | Jean Richard enquête               | Jean Richard à un concert pop                                        | Roger Dal                | Cabrol    | N&B         | ?           |
| 10/60        | Une enquête de Ludo - Énigme       | Une partie de campagne                                               | Crespi                   | Moallic   | N&B         | PG278       |
| 10/64        | Jean Richard enquête               | Un homme appel à l'aide dans le bureau de Jean Richard               | Roger Dal                | Cabrol    | N&B         | ?           |
| 10/66        | Une enquête de Ludo - Énigme       | Sans titre - La villa les roses vient d'être cambriolé               | Crespi                   | Moallic   | N&B         | ?           |
| 10/70        | Sim enquête                        | Sim et Dufilho                                                       | Roger Dal                | Cabrol    | N&B         | PG280       |
| 10/77        | Jean Richard enquête               | Jean Richard se promène dans un bal populaire                        | Roger Dal                | Cabrol    | N&B         | ?           |
| 10/78        | Une enquête de Ludo - Énigme       | Un testament contesté                                                | Crespi                   | Moallic   | N&B         | PG281       |
| 10/82        | Jean Richard enquête               | Jean Richard sur une tranquille petite plage                         | Roger Dal                | Cabrol    | N&B         | ?           |
| 10/84        | Une enquête de Ludo - Énigme       | Sans titre - M. Verdu n'a pas de chance                              | Crespi                   | Moallic   | N&B         | ?           |
| 10/86        | Monsieur Magie                     | Sans titre - La carte du dessus qui devient la 7e                    | Gil Das et Geo Mousseron | Jacques   | N&B         | ?           |
| 10/88        | Jean Richard enquête               | Jean Richard accompagne un ami alpiniste au téléphérique             | Roger Dal                | Cabrol    | N&B         | ?           |
| 10/91        | Une enquête de Ludo - Énigme       | Un travailleur du dimanche                                           | Crespi                   | Moallic   | N&B         | PG283       |
| 10/96        | Une enquête de Ludo - Énigme       | Hold-up en campagne                                                  | Crespi                   | Moallic   | N&B         | PG284       |
| 11/07        | Jean Richard enquête               | Jean Richard suit le tour de France                                  | Roger Dal                | Cabrol    | N&B         | ?           |
| 11/09        | Une enquête de Ludo - Énigme       | Concurrence                                                          | Crespi                   | Moallic   | N&B         | PG285       |
| 11/12        | Jean Richard enquête               | Jean Richard assiste au tournage d'un film d'époque                  | Roger Dal                | Cabrol    | N&B         | ?           |
| 11/13        | Une enquête de Ludo - Énigme       | Un curieux auto-stoppeur                                             | Crespi                   | Moallic   | N&B         | PG286       |
| 11/18        | Jean Richard enquête               | Alors que Jean Richard rentre chez lui                               | Roger Dal                | Cabrol    | N&B         | ?           |
| 11/24        | Une enquête de Ludo - Énigme       | Sans titre - la femme de grossou enlevée                             | Crespi                   | Moallic   | N&B         | ?           |
| 11/30        | Jean Richard enquête               | Jean Richard est invité à voir des objets d'arts                     | Roger Dal                | Cabrol    | N&B         | ?           |
| 11/31        | Une enquête de Ludo - Énigme       | Sans titre - Ludo a un nouvel adjoint nommé paul                     | Crespi                   | Moallic   | N&B         | ?           |
| 11/34        | Jean Richard enquête               | Jean Richard arrive au Mans                                          | Roger Dal                | Cabrol    | N&B         | ?           |
| 11/38        | Une enquête de Ludo - Énigme       | Un étrange collectionneur                                            | Crespi                   | Moallic   | N&B         | PG292       |
| 11/43        | Jean Richard enquête               | Jean Richard visite la cave à vin de l'un de ses amis                | Roger Dal                | Cabrol    | N&B         | ?           |
| 11/44        | Une enquête de Ludo - Énigme       | Une voiture dans le ravin                                            | Crespi                   | Moallic   | N&B         | PG293       |
| 11/50        | Jean Richard enquête               | Jean Richard invité à un bal masqué de la rome antique               | Roger Dal                | Cabrol    | N&B         | ?           |
| 11/52        | Une enquête de Ludo - Énigme       | Sans titre - Au cours de la nuit une villa bretonne cambriolée       | Crespi                   | Moallic   | N&B         | ?           |
| 11/53        | Monsieur Magie                     | Sans titre - Le ruban coupé qui ressort du chapeau en 1 seul morceau | Gil Das et Geo Mousseron | Jacques   | N&B         | ?           |
| 11/58        | Jean Richard enquête               | La corde du fakir                                                    | Roger Dal                | Cabrol    | N&B         | ?           |
| 11/60        | Une enquête de Ludo - Énigme       | Sans titre - Le cambriolage de Popaul                                | Crespi                   | Moallic   | N&B         | ?           |
| 11/65        | Jean Richard enquête               | Jean Richard au Texas pour un rodéo                                  | Roger Dal                | Cabrol    | N&B         | ?           |
| 11/67        | Une enquête de Ludo - Énigme       | Sans titre -Le receleur Bono                                         | Crespi                   | Moallic   | N&B         | ?           |
| 11/72        | Jean Richard enquête               | Jean Richard aux studios de Boulogne                                 | Roger Dal                | Cabrol    | N&B         | ?           |
| 11/74        | Une enquête de Ludo - Énigme       | Sans titre - En vacances dans les Cévenes                            | Crespi                   | Moallic   | N&B         | ?           |
| 11/78        | Monsieur Magie - spécial magie     | Sans titre - Les deux cartes retrouvées                              | Gil Das et Geo Mousseron | Jacques   | N&B         | ?           |
| 11/83        | Jean Richard enquête               | Jean Richard est au marché aux puces avec un ami                     | Roger Dal                | Cabrol    | N&B         | ?           |
| 11/85        | Une enquête de Ludo - Énigme       | Sans titre - bijoutier victime d'un vol par Poussou)                 | Crespi                   | Moallic   | N&B         | ?           |
| 11/91        | Monsieur Magie                     | Sans titre - La corde coupée avec un nœud et qui est recollé après   | Gil Das et Geo Mousseron | Jacques   | N&B         | ?           |
| 11/96        | Une enquête de Ludo - Énigme       | Sans titre - ludo doit recevoir deux clients                         | Crespi                   | Moallic   | N&B         | ?           |
| 15/12        | Une enquête de Ludo                | Accident ?                                                           | ?                        | Moallic   | N&B         | ?           |
| 15/13        | Monsieur Magie                     | Sans titre - La ficelle avec le nœud qui disparaît                   | Gil Das et Geo Mousseron | Jacques   | N&B         | ?           |
| 15/19        | Une enquête de Ludo                | L'incendiaire                                                        | ?                        | Moallic   | N&B         | ?           |
| 15/23        | Monsieur Magie                     | Sans titre - Le journal qui pèse une tonne                           | Gil Das et Geo Mousseron | Jacques   | N&B         | ?           |
| 15/24-25     | récit-enquête                      | Une enquête locale                                                   | ?                        | Gring     | N&B         | ?           |
| 15/26        | Une enquête de Ludo                | Le gentleman-cambrioleur                                             | ?                        | Moallic   | N&B         | PG021       |
| 15/32        | Une enquête de Ludo                | L'un ou l'autre                                                      | ?                        | Moallic   | N&B         | PG020       |
| 15/35        | Monsieur Magie                     | Sans titre - La règle qui tient seulle dans la main                  | Gil Das et Geo Mousseron | Jacques   | N&B         | ?           |
| 15/38        | Une enquête de Ludo                | La filature du filou                                                 | ?                        | Moallic   | N&B         | PG019       |
| 15/45        | Une enquête de Ludo                | Jules ou Julie                                                       | ?                        | Moallic   | N&B         | PG018       |
| 15/48-49     | récit-enquête                      | Snark reste dans les toiles                                          | ?                        | Gring     | N&B         | ?           |
| 15/50        | Monsieur Magie                     | Sans titre - Les trois cartes dans le chapeau                        | Gil Das et Geo Mousseron | Jacques   | N&B         | ?           |
| 15/56        | Une enquête de Ludo                | Vol de nuit                                                          | Crespi                   | Moallic   | N&B         | PG471       |
| 15/59        | Monsieur Magie                     | Sans titre - L'as de cœur qui devient un trois de cœur               | Gil Das et Geo Mousseron | Jacques   | N&B         | ?           |
| 15/62        | Une enquête de Ludo                | Passons la monnaie                                                   | Crespi                   | Moallic   | N&B         | ?           |
| 15/66        | Une enquête de Ludo                | Un visiteur indélicat                                                | Crespi                   | Moallic   | N&B         | PG470       |
| 15/70-71     | récit-enquête                      | Le penseur solitaire                                                 | ?                        | Gring     | N&B         | ?           |
| 15/59        | Monsieur Magie                     | Sans titre - Le ruban de papier coupé en deux qui reste entier       | Gil Das et Geo Mousseron | Jacques   | N&B         | ?           |
| 15/74        | Une enquête de Ludo                | Un suspect trop distrait                                             | Crespi                   | Moallic   | N&B         | PG469       |
| 15/79        | Une enquête de Ludo                | Un mauvais voisinage                                                 | ?                        | Moallic   | N&B         | PG319-PG017 |
| 15/82-83     | récit-enquête                      | Le carnet de l'inspecteur flip                                       | ?                        | Gring     | N&B         | ?           |
| 15/84        | Monsieur Magie                     | Sans titre - L'élastique qui change de doigts                        | Gil Das et Geo Mousseron | Jacques   | N&B         | ?           |
| 15/86        | Une enquête de Ludo                | Un témoin empréssé                                                   | Crespi                   | Moallic   | N&B         | PG468       |
| 15/91        | Monsieur Magie                     | Sans titre - Sans titre - La carte postale autour de la tête         | Gil Das et Geo Mousseron | Jacques   | N&B         | ?           |
| 15/92        | Une enquête de Ludo                | Un escroc international                                              | Crespi                   | Moallic   | N&B         | PG363       |
| 15/94-95     | récit-enquête                      | Le clochard milliardaire                                             | ?                        | Gring     | N&B         | ?           |
| 15/97        | Une enquête de Ludo                | Photos interdites                                                    | Crespi                   | Moallic   | N&B         | PG465       |
| 25/04        | Une enquête de Ludo                | La main dans le sac                                                  | Crespi                   | Moallic   | N&B         | PG574       |
| 25//10       | Une enquête de Ludo                | Un suspect immobile                                                  | Crespi                   | Moallic   | N&B         | PG573       |
| 25/18        | Une enquête de Ludo                | Vols à la menuiserie                                                 | Crespi                   | Moallic   | N&B         | PG572       |
| 25/24        | Une enquête de Ludo                | Le chandail rouge                                                    | Crespi                   | Moallic   | N&B         | PG571       |
| 25/32        | Une enquête de Ludo                | Un chauffard en fuite                                                | Crespi                   | Moallic   | N&B         | ?           |
| 25/38        | Une enquête de Ludo                | Une trop bonne affaire                                               | Crespi                   | Moallic   | N&B         | PG568       |
| 25/46        | Une enquête de Ludo                | Une bone tondeuse                                                    | Crespi                   | Moallic   | N&B         | PG567       |
| 25/52        | Une enquête de Ludo                | Ludo fait une erreur                                                 | Crespi                   | Moallic   | N&B         | ?           |
| 25/60        | Une enquête de Ludo                | Passage clandestin                                                   | Crespi                   | Moallic   | N&B         | PG567       |
| 25/66        | Une enquête de Ludo                | Pas de fumée sans feu                                                | Crespi                   | Moallic   | N&B         | PG569       |
| 27/04        | Une enquête de Ludo                | Encore un Corot de casé                                              | Crespi                   | Moallic   | N&B         | PG463       |
| 27/10        | Une enquête de Ludo                | Un indélicat personnage                                              | Crespi                   | Moallic   | N&B         | PG477       |
| 27/16        | Une enquête de Ludo                | Un pharmacien douteux                                                | Crespi                   | Moallic   | N&B         | PG480       |
| 27/22        | Une enquête de Ludo                | Lequel des deux                                                      | Crespi                   | Moallic   | N&B         | PG485       |
| 27/28        | Une enquête de Ludo                | Un vol obscure                                                       | Crespi                   | Moallic   | N&B         | PG485       |
| 27/34        | Une enquête de Ludo                | Une bonne petite planque                                             | Crespi                   | Moallic   | N&B         | PG461       |
| 27/40        | Une enquête de Ludo                | Un film policier ?                                                   | Crespi                   | Moallic   | N&B         | PG475       |
| 27/46        | Une enquête de Ludo                | Vol au grand bazar                                                   | Crespi                   | Moallic   | N&B         | PG486       |
| 27/52        | Une enquête de Ludo                | Un amateur de musique                                                | Crespi                   | Moallic   | N&B         | PG486       |
| 27/58        | Une enquête de Ludo                | Vols à l'hôtel                                                       | Crespi                   | Moallic   | N&B         | PG486       |
| 27/64        | Une enquête de Ludo                | Vol de nuit                                                          | Crespi                   | Moallic   | N&B         | PG471       |
| 27/70        | Une enquête de Ludo                | Un visiteur indélicat                                                | Crespi                   | Moallic   | N&B         | PG470       |
| 29/13        | Une enquête de Ludo                | Un mystérieux coup de fil                                            | Crespi                   | Moallic   | N&B         | PG597       |
| 29/19        | Une enquête de Ludo                | Un témoin trop discret                                               | Crespi                   | Moallic   | N&B         | PG596       |
| 29/23        | Une enquête de Ludo                | Un alibi en béton                                                    | Crespi                   | Moallic   | N&B         | PG595       |
| 29/29        | Une enquête de Ludo                | Une bonne pêche                                                      | Crespi                   | Moallic   | N&B         | PG594       |
| 29/33        | Une enquête de Ludo                | La valise de Bill                                                    | Crespi                   | Moallic   | N&B         | PG593       |
| 29/39        | Une enquête de Ludo                | Une photo ratée                                                      | Crespi                   | Moallic   | N&B         | PG592       |
| 29/43        | Une enquête de Ludo                | Un château mal gardé                                                 | Crespi                   | Moallic   | N&B         | PG591       |
| 29/49        | Une enquête de Ludo                | Un homme dans le bain                                                | Crespi                   | Moallic   | N&B         | PG589       |
| 29/53        | Une enquête de Ludo                | Une panne de vérité                                                  | Crespi                   | Moallic   | N&B         | PG602       |
| 29/59        | Une enquête de Ludo                | Un précieux dossier                                                  | Crespi                   | Moallic   | N&B         | PG585       |
| 29/63        | Une enquête de Ludo                | Vol aux toilettes                                                    | Crespi                   | Moallic   | N&B         | PG587       |
| 29/69        | Une enquête de Ludo                | Café-tabac "le mistral"                                              | Crespi                   | Moallic   | N&B         | PG586       |
| 30/05        | Monsieur Magie                     | Sans titre - La pièce parmi les autres                               | Gil Das et Geo Mousseron | Jacques   | N&B         | ?           |
| 30/06        | Monsieur Magie                     | Sans titre - La bille dans le sac en papier                          | Gil Das et Geo Mousseron | Jacques   | N&B         | ?           |
| 30/07        | Monsieur Magie                     | Sans titre - La corde a deux nœuds                                   | Gil Das et Geo Mousseron | Jacques   | N&B         | ?           |
| 30/08        | Monsieur Magie                     | Sans titre - Le paquet de cartes connu d'avance                      | Gil Das et Geo Mousseron | Jacques   | N&B         | ?           |
| 30/09        | Monsieur Magie                     | Sans titre - Les dés collés                                          | Gil Das et Geo Mousseron | Jacques   | N&B         | ?           |
| 30/10        | Monsieur Magie                     | Sans titre - La corde attachée à l'anneau                            | Gil Das et Geo Mousseron | Jacques   | N&B         | ?           |
| 30/11        | Monsieur Magie                     | Sans titre - La carte du dessus qui devient la 7e                    | Gil Das et Geo Mousseron | Jacques   | N&B         | ?           |
| 30/12        | Monsieur Magie                     | Sans titre - La pièce qui disparaît de la main                       | Gil Das et Geo Mousseron | Jacques   | N&B         | ?           |
| 30/13        | Monsieur Magie                     | Sans titre - Le livre fermé dont on connait la page et le texte      | Gil Das et Geo Mousseron | Jacques   | N&B         | ?           |
| 30/14        | Monsieur Magie                     | Sans titre - Le crayon de couleur dont on devine la couleur          | Gil Das et Geo Mousseron | Jacques   | N&B         | ?           |
| 30/15        | Monsieur Magie                     | Sans titre - L'allumette cassée qui ne l'est pas en fait             | Gil Das et Geo Mousseron | Jacques   | N&B         | ?           |
| 30/16        | Monsieur Magie                     | Sans titre - Les deux objets devinés par l'assistant                 | Gil Das et Geo Mousseron | Jacques   | N&B         | ?           |
| 30/19        | Une enquête de Ludo - Énigme       | Une chaude journée                                                   | Crespi                   | Moallic   | N&B         | PG227       |
| 30/21        | Une enquête de Ludo - Énigme       | Les bijoux de la marquise                                            | Crespi                   | Moallic   | N&B         | PG220       |
| 30/23        | Une enquête de Ludo - Énigme       | Un détail compromettant                                              | Moallic                  | Moallic   | N&B         | PG224       |
| 30/25-30     | Le Tilt 12                         | La statuette égyptienne volée                                        | ?                        | ?         | N&B         | ?           |
| 30/33        | Une enquête de Ludo - Énigme       | Auto stop                                                            | Crespi                   | Moallic   | N&B         | PG220       |
| 30/35        | Une enquête de Ludo - Énigme       | Le complice                                                          | Crespi                   | Moallic   | N&B         | PG219       |
| 30/37        | Une enquête de Ludo - Énigme       | Un fichu caractère                                                   | Moallic                  | Moallic   | N&B         | PG226       |
| 30/39        | Une enquête de Ludo - Énigme       | Par la fenêtre                                                       | Moallic                  | Moallic   | N&B         | PG225       |
| 30/41-45     | Le Tilt 12                         | Un espion se cache parmi 6 citoyens                                  | ?                        | ?         | N&B         | ?           |
| 30/49        | Une enquête de Ludo - Énigme       | Du poulet aux hormones                                               | Moallic                  | Moallic   | N&B         | PG223       |
| 30/51        | Une enquête de Ludo - Énigme       | Le courrier de onze heures                                           | Moallic                  | Moallic   | N&B         | PG221       |
| 30/53        | Une enquête de Ludo - Énigme       | Les jumeaux                                                          | Crespi                   | Moallic   | N&B         | PG222       |
| 30/55-60     | Le Tilt 12                         | Un coffre-fort a été vidé lors d'une croisière                       | ?                        | ?         | N&B         | ?           |
| 30/63        | Une enquête de Ludo - Énigme       | De l'or en barres                                                    | Crespi                   | Moallic   | N&B         | PG219       |
| 30/65        | Une enquête de Ludo - Énigme       | Téléphone anonyme                                                    | ?                        | Moallic   | N&B         | PG218       |
| 30/67        | Une enquête de Ludo - Énigme       | Les ennemis du chat                                                  | Crespi                   | Moallic   | N&B         | PG243       |
| 30/69-73     | Autre                              | La mission de Passetan                                               | Kamb                     | Kamb      | N&B         | ?           |